# Heinz Quinger
Heinz Quinger (* 15. August 1930 in Dresden; † 17. August 2000) war ein deutscher Kunsthistoriker und als Hochschullehrer in Dresden tätig. Er galt als ein profunder Kenner der regionalen Kunstgeschichte Sachsens und insbesondere der sächsischen Landeshauptstadt Dresden. 

## Leben
Er war der Sohn eines Dresdner Schiffers. Nach dem Besuch der Volksschule absolvierte er nach dem Zweiten Weltkrieg in der sächsischen Landeshauptstadt eine Lehre zum Dekorations-, Schrift- und Reklamemaler, welche er 1949 mit dem Erhalt des Gesellenbriefs abschloss. 1952 wurde Heinz Quinger an die Arbeiter-und-Bauern-Fakultät der Hochschule für Bildende Kunst Dresden delegiert. Anschließend ging er an die Humboldt-Universität zu Berlin, wo er Kunst und Geschichte studierte. Das Diplom erhielt er dort mit Auszeichnung.
Nach dem Erwerb des Hochschulabschlusses wurde Heinz Quinger 1960 Dozent für Kunstgeschichte an der Arbeiter- und Bauernfakultät der ´Hochschule für Bildende Kunst in Dresden. Ein Jahr später wurde er zusätzlich Dozent für Kunstgeschichte am Bereich Bühnenbild.
Quinger wechselte 1964 an das Pädagogische Institut in Dresden, wo er an der Abteilung Kunstgeschichte Oberassistent wurde. 1966 promovierte er am Kunsthistorischen Institut der Humboldt-Universität Berlin und habilitierte 1974 ebenda, ehe er ab 1979 als ordentlicher Professor für Kunstgeschichte an der Pädagogischen Hochschule „Karl Friedrich Wilhelm Wander“ Dresden wirkte. 1992 verließ er die PH Dresden und wurde Professor für Sächsische Kunstgeschichte am Institut für Kunst- und Musikwissenschaft der Philosophischen Fakultät der Technischen Universität Dresden. Auch nach seiner Emeritierung 1995 übte er bis zu seinem Tod im Jahr 2000 eine Lehrtätigkeit ebenda aus.
Er publizierte mehrere Kunstreiseführer von Dresden, Pirna und Umgebung, die als Standardwerke gelten.
Heinz Quinger starb zwei Tage nach seinem 70. Geburtstag.

## Schriften (Auswahl)
- Künstlerisch-praktische Tätigkeit als Mittel zur Vertiefung kunstgeschichtlicher Kenntnisse und zur Intensivierung des Kunstverständnisses und Kunsterlebens. Untersuchungen zur Methodik des kunstgeschichtlichen Unterrichtes. Humboldt-Universität, Berlin 1966, (Diss. – Phil. Fakultät)
- Das Museum für Deutsche Geschichte (Zeughaus) Berlin. 1983.
- Rolf Krause. Reihe Maler und Werk. VEB Verlag der Kunst, Dresden 1983.
- Georges de la Tour. Reihe Maler und Werk. Verlag der Kunst, Dresden 1983.
- Werner Hofmann – ein Maler der Arbeiterklasse. In: Bildende Kunst. Band 32, 5, 1984 S. 214–216.
- Einführung in die kunstgeschichtliche Arbeit. Ministerium für Volksbildung, Hauptabteilung Lehrerbildung, Berlin 1987.
- Dresden – Kunsthistorisches Städtebuch. Seemann, Leipzig 1991, ISBN 3-363-00489-3.
- Dresden und Umgebung. Geschichte und Kunst der sächsischen Hauptstadt. DuMont, Köln 1993, ISBN 3-7701-2790-0.
- Pirna. Kunstgeschichtliche Würdigung einer alten sächsischen Stadt. Verlag der Kunst, Basel 1993, ISBN 3-364-00290-8.
- DuMont-Kunstreiseführer: Dresden und Umgebung. Geschichte, Kunst und Kultur der sächsischen Hauptstadt, DuMont, Köln 1999. 6. Auflage: DuMont, Ostfildern 2011, ISBN 978-3-7701-4028-2.
- Burgen, Schlösser, Kirchen […]. Bau- und Kulturdenkmale in der Sächsischen Schweiz. Fotografiert von Ingrid Rulff. Verlag der Kunst, Amsterdam und Dresden 1999, ISBN 90-5705-084-6.